# Klausen (Eifel)
Klausen település Németországban, Rajna-vidék-Pfalz tartományban. Lakosainak száma 1491 fő (2023. december 31.).

## Népesség
A település népességének változása:
| Lakosok száma | 1044 | 1385 | 1387 | 1418 | 1467 | 1491 |
|               | 1975 | 2017 | 2019 | 2021 | 2022 | 2023 |